# Il Musichione
Il Musichione è un singolo di Elio e le Storie Tese pubblicato il 28 febbraio 2014, tratto dalla sigla della omonima trasmissione di Rai 2 andata in onda lo stesso anno.

## Tracce
1. Il Musichione – 2:49

## Formazione
- Elio: voce[3];
- Rocco Tanica: tastiera;
- Cesareo: chitarra elettrica;
- Faso: basso elettrico;
- Christian Meyer: batteria;
- Jantoman: tastiera;